# Josh Kelley
Joshua Bishop Kelley Sr., mais conhecido como Josh Kelley (Evans, 30 de Janeiro de 1980) é um músico estadunidense.
Kelley nasceu em Augusta, Geórgia, filho de Gayle e Dr. John W. Kelley, um cardiologista. Kelley começou sua carreira musical aos 11 anos de idade. Seu irmão mais novo, Charles Kelley, também é um músico e cantor do trio country Lady Antebellum. Quando ele era um adolescente, ele e seu irmão Charles formaram uma banda chamada Inside Blue. Até o momento ele tinha 14 anos, a banda lançou um CD com cinco músicas nele, o que levou a uma reunião com James Brown. Kelley tocava guitarra na banda de jazz escola ao lado de seu irmão Charles (bateria) e Dave Haywood (guitarra) de Lady Antebellum.
Kelley freqüentou a Universidade do Mississippi, em Oxford, e é um membro da fraternidade Kappa Sigma.
Kelley formou-se em Arte na Universidade do Mississippi. Ele é um ávido jogador de golfe e freqüentou a faculdade com uma bolsa de golfe.
Kelley conheceu a atriz Katherine Heigl na primavera de 2005, quando ela apareceu em seu vídeo da música "Only You". Um ano depois, em junho de 2006, eles ficaram noivos. Para Heigl ele escreveu a canção "Hey Katie". O casamento aconteceu em 23 de Dezembro de 2007, no Stein Eriksen Lodge em Park City, Utah. As co-estrelas de de Grey's Anatomy T.R. Knight, Sandra Oh, Ellen Pompeo e Justin Chambers participaram da cerimônia, assim como estrela do spin-off de Grey's Anatomy, Private Practice, Kate Walsh. A cerimônia foi presidida pelo ministro unitarista Tom Goldsmith. Heigl entrou com uma canção acústica escrito por Kelley. O casal escreveu seus próprios votos. Durante a gravação de Live with Regis and Kelly, Heigl afirmou que ela e Kelley optaram por não morar juntos antes de se casarem, dizendo: "Eu acho que eu só queria salvar alguma coisa para o real casamento... Eu queria que houvesse algo para tornar o real casamento diferente do namoro ou cortejo". Em 9 de setembro de 2009 eles adotaram uma criança sul-coreana, Nancy Leigh. Em abril de 2012, Kelley e Heighl adotaram sua segunda filha, Adalaide Marie Hope.

## Discografia
- 2005 - Almost Honest